# Live at the Berlin Jazz Days 1980
Albums par Lee Konitz
High Jingo
(1982) Dovetail (en)
(1983)
Albums par Martial Solal
Big Band
(1981) Solal 83
(1983)
Live at the Berlin Jazz Days 1980 est un album en duo du saxophoniste américain Lee Konitz et du pianiste de jazz français Martial Solal sorti en 1982 chez MPS.

## À propos de la musique
L'album est enregistré lors d'un hommage à Lennie Tristano, qui fut le professeur de Lee Konitz. La face A du LP original (morceaux 1 à 4) est sous-titrée « Lennie Tristano Memorial ». Pour autant, Konitz et Solal ont dépassé l'influence de Tristano. 
Martial Solal explique les rapports dans le duo : « Lee Konitz et moi-même [avons] des univers différents, mais je les estime complémentaires. […] Il a don mélodique extraordinaire. Moi, de mon côté, je le soutiens par une espèce de background fait d'excitation, de stimulation, qui peut le faire sortir justement de ses gonds. Et lui a tendance a retenir mes excès ».
no 317 East 32nd Street, écrit par Tristano, est le nom de son adresse. Improvisation no 53 consiste en une variation sur la progression harmonique de All the Things You Are. Noblesse Oblige cache Cherokee : le titre vient d'un jeu de mots sur le nom de l'auteur de la chanson, Ray Noble.

## Pistes
| No | Titre                                                 | Musique                               | Durée |
| -- | ----------------------------------------------------- | ------------------------------------- | ----- |
| 1. | Invitation                                            | Bronisław Kaper, Paul Francis Webster | 5:45  |
| 2. | no 317 East 32nd Street                               | Lennie Tristano                       | 4:37  |
| 3. | A Ballad for Lennie                                   | Lee Konitz, Martial Solal             | 7:35  |
| 4. | Improvisation no 53                                   | Lee Konitz, Martial Solal             | 5:56  |
| 5. | Just a Blues                                          | Lee Konitz, Martial Solal             | 5:40  |
| 6. | Star Eyes                                             | Don Raye, Gene de Paul                | 5:32  |
| 7. | Noblesse Oblige                                       | Ray Noble                             | 5:44  |
| 8. | Subconciously (correcte orthographe : Subconsciously) | Lee Konitz                            | 4:50  |

## Musiciens
- Lee Konitz : saxophone alto
- Martial Solal : piano